# Svarte dauen
 For alternative betydninger, se Svartedauden.
Svarte dauen er en bootlegdemo med det norske black metal-band Burzum. Den blev angiveligt udgivet i 1992 og indeholder tre sange, hvoraf kun de to er faktiske Burzum-numre. 
"Et hvitt lys over skogen" var senere planlagt at blive inkluderet på Burzums tredje studiealbum Hvis Lyset Tar Oss, men blev i stedet erstattet af ambientnummeret "Tomhet".[kilde mangler] "Once Emperor" blev senere til "Decrepitude I" (og "Decrepitude II" da melodierne er identiske) på det fjerde album Filosofem. "Seven Harmonies of the Unknown Truth" er slet ikke et Burzum-nummer, men er en demoudgave af et nummer fra Ildjarns demo Seven Harmonies of Unknown Truths udgivet tidligere samme år tilsat en indledning spillet af et orgel (det oprindelige Ildjarn-nummer blev senere udgivet som en del af bokssættet Ildjarn is Dead i 2005 som "Silence / Seven Harmonies Of Unknown Thruths (Original Version)".

## Spor
1. "Et hvitt lys over skogen" – 9:03
2. "Once Emperor" – 6:06
3. "Seven Harmonies of the Unknown Truth" – 3:03

## Fodnoter
1. ↑  Encyclopaedia Metallum – Ildjarn – Ildjarn Is Dead